# James Stillman Rockefeller
James Stillman Rockefeller (Manhattan, 8 giugno 1902 – Greenwich, 10 agosto 2004) è stato un canottiere statunitense.

## Palmarès

### Olimpiadi
- 1 medaglia:
  - 1 oro (Parigi 1924 nell'otto)